# Världscupen i alpin skidåkning 1976/1977
Världscupen i alpin skidåkning 1976/1977 inleddes 10 december 1976 i Val d'Isère och avslutades 26 mars 1977 i Sierra Nevada. Vinnare av totala världscupen blev Ingemar Stenmark och Lise-Marie Morerod.

## Tävlingskalender

### Herrar

#### Störtlopp
| Datum            | Ort                                   | Etta                          | Tvåa                         | Trea                          |
| ---------------- | ------------------------------------- | ----------------------------- | ---------------------------- | ----------------------------- |
| 17 december 1976 | Val Gardena (Italien)                 | Franz Klammer (Österrike)     | Herbert Plank (Italien)      | Erik Håker (Norge)            |
| 18 december 1976 | Val Gardena (Italien)                 | Franz Klammer (Österrike)     | Josef Walcher (Österrike)    | Bernhard Russi (Schweiz)      |
| 8 januari 1977   | Garmisch-Partenkirchen (Västtyskland) | Franz Klammer (Österrike)     | Ernst Winkler (Österrike)    | Peter Wirnsberger (Österrike) |
| 15 januari 1977  | Kitzbühel (Österrike)                 | Franz Klammer (Österrike)     | René Berthod (Schweiz)       | Bernhard Russi (Schweiz)      |
| 22 januari 1977  | Wengen (Schweiz)                      | Franz Klammer (Österrike)     | Sepp Ferstl (Västtyskland)   | Bernhard Russi (Schweiz)      |
| 30 januari 1977  | Morzine (Frankrike)                   | Bernhard Russi (Schweiz)      | Josef Walcher (Österrike)    | Ernst Winkler (Österrike)     |
| 31 januari 1977  | Morzine (Frankrike)                   | Josef Walcher (Österrike)     | Herbert Plank (Italien)      | Bernhard Russi (Schweiz)      |
| 18 februari 1977 | Laax (Schweiz)                        | Franz Klammer (Österrike)     | Sepp Ferstl (Västtyskland)   | Bernhard Russi (Schweiz)      |
| 12 mars 1977     | Heavenly Valley (USA)                 | Josef Walcher (Österrike)     | Werner Grissmann (Österrike) | Bernhard Russi (Schweiz)      |
| 13 mars 1977     | Heavenly Valley (USA)                 | Bartl Gensbichler (Österrike) | Ernst Winkler (Österrike)    | Peter Fischer (Västtyskland)  |

#### Storslalom
| Datum            | Ort                                   | Etta                        | Tvåa                        | Trea                              |
| ---------------- | ------------------------------------- | --------------------------- | --------------------------- | --------------------------------- |
| 10 december 1976 | Val d’Isère (Frankrike)               | Phil Mahre (USA)            | Ingemar Stenmark (Sverige)  | Klaus Heidegger (Österrike)       |
| 12 december 1976 | Val d’Isère (Frankrike)               | Heini Hemmi (Schweiz)       | Piero Gros (Italien)        | Phil Mahre (USA)                  |
| 2 januari 1977   | Ebnat-Kappel (Schweiz)                | Heini Hemmi (Schweiz)       | Christian Hemmi (Schweiz)   | Gustav Thöni (Italien)            |
| 9 januari 1977   | Garmisch-Partenkirchen (Västtyskland) | Klaus Heidegger (Österrike) | Heini Hemmi (Schweiz)       | Willi Frommelt (Liechtenstein)    |
| 24 januari 1977  | Adelboden (Schweiz)                   | Heini Hemmi (Schweiz)       | Ingemar Stenmark (Sverige)  | Klaus Heidegger (Österrike)       |
| 25 februari 1977 | Furano (JPN)                          | Hans Hinterseer (Österrike) | Manfred Brunner (Österrike) | Ernst Good (Schweiz)              |
| 6 mars 1977      | Sun Valley (USA)                      | Ingemar Stenmark (Sverige)  | Christian Hemmi (Schweiz)   | Heini Hemmi (Schweiz)             |
| 17 mars 1977     | Voss (Norge)                          | Klaus Heidegger (Österrike) | Piero Gros (Italien)        | Phil Mahre (USA)                  |
| 21 mars 1977     | Åre (Sverige)                         | Ingemar Stenmark (Sverige)  | Klaus Heidegger (Österrike) | Miloslav Sochor (Tjeckoslovakien) |
| 25 mars 1977     | Sierra Nevada (Spanien)               | Ingemar Stenmark (Sverige)  | Heini Hemmi (Schweiz)       | Christian Hemmi (Schweiz)         |

#### Slalom
| Datum            | Ort                                | Etta                        | Tvåa                          | Trea                                |
| ---------------- | ---------------------------------- | --------------------------- | ----------------------------- | ----------------------------------- |
| 19 december 1976 | Madonna di Campiglio (Italien)     | Fausto Radici (Italien)     | Piero Gros (Italien)          | Gustav Thöni (Italien)              |
| 3 januari 1977   | Laax (Schweiz)                     | Ingemar Stenmark (Sverige)  | Paul Frommelt (Liechtenstein) | Walter Tresch (Schweiz)             |
| 10 januari 1977  | Berchtesgaden (Västtyskland)       | Ingemar Stenmark (Sverige)  | Klaus Heidegger (Österrike)   | Alois Morgenstern (Österrike)       |
| 16 januari 1977  | Kitzbühel (Österrike)              | Ingemar Stenmark (Sverige)  | Piero Gros (Italien)          | Franco Bieler (Italien)             |
| 23 januari 1977  | Wengen (Schweiz)                   | Ingemar Stenmark (Sverige)  | Paul Frommelt (Liechtenstein) | Klaus Heidegger (Österrike)         |
| 6 februari 1977  | Sankt Anton am Arlberg (Österrike) | Ingemar Stenmark (Sverige)  | Klaus Heidegger (Österrike)   | Paul Frommelt (Liechtenstein)       |
| 27 februari 1977 | Furano (JPN)                       | Klaus Heidegger (Österrike) | Ingemar Stenmark (Sverige)    | Bruno Nockler (Italien)             |
| 5 mars 1977      | Sun Valley (USA)                   | Phil Mahre (USA)            | Ingemar Stenmark (Sverige)    | Steve Mahre (USA)                   |
| 18 mars 1977     | Voss (Norge)                       | Ingemar Stenmark (Sverige)  | Piero Gros (Italien)          | Christian Neureuther (Västtyskland) |
| 20 mars 1977     | Åre (Sverige)                      | Ingemar Stenmark (Sverige)  | Franco Bieler (Italien)       | Gustav Thöni (Italien)              |

#### Alpin kombination
| Datum               | Ort                                             | Etta                       | Tvåa                    | Trea                       |
| ------------------- | ----------------------------------------------- | -------------------------- | ----------------------- | -------------------------- |
| 15-16 januari 1977  | Kitzbühel (Österrike)                           | Gustav Thöni (Italien)     | Walter Tresch (Schweiz) | Anton Steiner (Österrike)  |
| 22-23 januari 1977  | Wengen (Schweiz)                                | Walter Tresch (Schweiz)    | Gustav Thöni (Italien)  | Sepp Ferstl (Västtyskland) |
| 6./18 februari 1977 | Laax/Sankt Anton am Arlberg (Schweiz/Österrike) | Sepp Ferstl (Västtyskland) | Peter Lüscher (Schweiz) | Franz Klammer (Österrike)  |

### Damer

#### Störtlopp
| Datum            | Ort                                   | Etta                              | Tvåa                                                  | Trea                              |
| ---------------- | ------------------------------------- | --------------------------------- | ----------------------------------------------------- | --------------------------------- |
| 15 december 1976 | Cortina d’Ampezzo (Italien)           | Annemarie Moser-Pröll (Österrike) | Elena Matous (SMR)                                    | Brigitte Totschnig (Österrike)    |
| 20 december 1976 | Zell am See (Österrike)               | Brigitte Totschnig (Österrike)    | Annemarie Moser-Pröll (Österrike)                     | Nicola Spieß (Österrike)          |
| 21 december 1976 | Zell am See (Österrike)               | Brigitte Totschnig (Österrike)    | Marie-Theres Nadig (Schweiz) Nicola Spieß (Österrike) |                                   |
| 8 januari 1977   | Pfronten (Västtyskland)               | Annemarie Moser-Pröll (Österrike) | Marie-Theres Nadig (Schweiz)                          | Irene Epple (Västtyskland)        |
| 11 januari 1977  | Garmisch-Partenkirchen (Västtyskland) | Annemarie Moser-Pröll (Österrike) | Bernadette Zurbriggen (Schweiz)                       | Marie-Theres Nadig (Schweiz)      |
| 18 januari 1977  | Schruns (Österrike)                   | Bernadette Zurbriggen (Schweiz)   | Evi Mittermaier (Västtyskland)                        | Marie-Theres Nadig (Schweiz)      |
| 25 januari 1977  | Crans-Montana (Schweiz)               | Brigitte Totschnig (Österrike)    | Evi Mittermaier (Västtyskland)                        | Annemarie Moser-Pröll (Österrike) |
| 12 mars 1977     | Heavenly Valley (USA)                 | Brigitte Totschnig (Österrike)    | Evi Mittermaier (Västtyskland)                        | Doris De Agostini (Schweiz)       |

#### Storslalom
| Datum            | Ort                     | Etta                           | Tvåa                         | Trea                              |
| ---------------- | ----------------------- | ------------------------------ | ---------------------------- | --------------------------------- |
| 9 december 1976  | Val d’Isère (Frankrike) | Lise-Marie Morerod (Schweiz)   | Abigail Fisher (USA)         | Annemarie Moser-Pröll (Österrike) |
| 11 december 1976 | Courmayeur (Italien)    | Brigitte Totschnig (Österrike) | Lea Sölkner (Österrike)      | Hanni Wenzel (Liechtenstein)      |
| 20 januari 1977  | Arosa (Schweiz)         | Lise-Marie Morerod (Schweiz)   | Kathy Kreiner (Kanada)       | Monika Kaserer (Österrike)        |
| 29 januari 1977  | Megève (Frankrike)      | Monika Kaserer (Österrike)     | Lise-Marie Morerod (Schweiz) | Annemarie Moser-Pröll (Österrike) |
| 2 februari 1977  | Maribor (Jugoslavien)   | Lise-Marie Morerod (Schweiz)   | Monika Kaserer (Österrike)   | Fabienne Serrat (Frankrike)       |
| 27 februari 1977 | Furano (JPN)            | Monika Kaserer (Österrike)     | Lise-Marie Morerod (Schweiz) | Annemarie Moser-Pröll (Österrike) |
| 6 mars 1977      | Sun Valley (USA)        | Lise-Marie Morerod (Schweiz)   | Kathy Kreiner (Kanada)       | Abigail Fisher (USA)              |
| 24 mars 1977     | Sierra Nevada (Spanien) | Lise-Marie Morerod (Schweiz)   | Ingrid Eberle (Österrike)    | Ursula Konzett (Liechtenstein)    |

#### Slalom
| Datum            | Ort                                 | Etta                         | Tvåa                              | Trea                        |
| ---------------- | ----------------------------------- | ---------------------------- | --------------------------------- | --------------------------- |
| 16 december 1976 | Cortina d’Ampezzo (Italien)         | Lise-Marie Morerod (Schweiz) | Hanni Wenzel (Liechtenstein)      | Claudia Giordani (Italien)  |
| 3 januari 1977   | Oberstaufen (Västtyskland)          | Lise-Marie Morerod (Schweiz) | Hanni Wenzel (Liechtenstein)      | Patricia Emonet (Frankrike) |
| 19 januari 1977  | Schruns (Österrike)                 | Lise-Marie Morerod (Schweiz) | Fabienne Serrat (Frankrike)       | Pamela Behr (Västtyskland)  |
| 26 januari 1977  | Crans-Montana (Schweiz)             | Perrine Pelen (Frankrike)    | Lise-Marie Morerod (Schweiz)      | Fabienne Serrat (Frankrike) |
| 28 januari 1977  | Saint-Gervais-les-Bains (Frankrike) | Perrine Pelen (Frankrike)    | Patricia Emonet (Frankrike)       | Monika Kaserer (Österrike)  |
| 1 februari 1977  | Maribor (Jugoslavien)               | Claudia Giordani (Italien)   | Monika Kaserer (Österrike)        | Perrine Pelen (Frankrike)   |
| 26 februari 1977 | Furano (JPN)                        | Regina Sackl (Österrike)     | Annemarie Moser-Pröll (Österrike) | Claudia Giordani (Italien)  |
| 5 mars 1977      | Sun Valley (USA)                    | Perrine Pelen (Frankrike)    | Claudia Giordani (Italien)        | Monika Kaserer (Österrike)  |

#### Alpin kombination
| Datum               | Ort                         | Etta                              | Tvåa                              | Trea                         |
| ------------------- | --------------------------- | --------------------------------- | --------------------------------- | ---------------------------- |
| 15-16 december 1976 | Cortina d’Ampezzo (Italien) | Annemarie Moser-Pröll (Österrike) | Lise-Marie Morerod (Schweiz)      | Hanni Wenzel (Liechtenstein) |
| 18-19 januari 1977  | Schruns (Österrike)         | Hanni Wenzel (Liechtenstein)      | Lise-Marie Morerod (Schweiz)      | Monika Kaserer (Österrike)   |
| 25./26 januari 1977 | Crans-Montana (Schweiz)     | Marie-Theres Nadig (Schweiz)      | Annemarie Moser-Pröll (Österrike) | Hanni Wenzel (Liechtenstein) |

## Slutplacering damer
| Placering | Namn                  | Land          | Total Poäng |
| --------- | --------------------- | ------------- | ----------- |
| 1         | Lise-Marie Morerod    | Schweiz       | 319         |
| 2         | Annemarie Moser-Pröll | Österrike     | 246         |
| 3         | Monika Kaserer        | Österrike     | 196         |
| 4         | Brigitte Totschnig    | Österrike     | 186         |
| 5         | Hanni Wenzel          | Liechtenstein | 150         |
| 6         | Marie-Theres Nadig    | Schweiz       | 133         |
| 7         | Perrine Pelen         | Frankrike     | 132         |
| 8         | Claudia Giordani      | Italien       | 121         |
| 9         | Fabienne Serrat       | Frankrike     | 85          |
| 10        | Bernadette Zurbriggen | Schweiz       | 78          |

## Slutplacering herrar
| Placering | Namn             | Land          | Total Poäng | Störtlopp | Storslalom | Slalom | Kombination |
| --------- | ---------------- | ------------- | ----------- | --------- | ---------- | ------ | ----------- |
| 1         | Ingemar Stenmark | Sverige       | 339         | 0         | 124        | 215    | 0           |
| 2         | Klaus Heidegger  | Österrike     | 250         | 0         | 129        | 121    | 0           |
| 3         | Franz Klammer    | Österrike     | 203         | 180       | 0          | 0      | 23          |
| 4         | Piero Gros       | Italien       | 165         | 0         | 76         | 89     | 0           |
| 5         | Bernhard Russi   | Schweiz       | 148         | 148       | 0          | 0      | 0           |
| 6         | Gustav Thöni     | Italien       | 145         | 0         | 29         | 71     | 45          |
| 7         | Heini Hemmi      | Schweiz       | 133         | 0         | 130        | 3      | 0           |
| 8         | Josef Walcher    | Österrike     | 115         | 115       | 0          | 0      | 0           |
| 9         | Phil Mahre       | USA           | 100         | 0         | 75         | 27     | 0           |
| 10        | Paul Frommelt    | Liechtenstein | 99          | 0         | 4          | 95     | 0           |